# Риденбург
Риденбург (на немски: Riedenburg) е град в Долна Бавария, Германия с площ 100,6 km² и 5509 жители (към 31 декември 2012) в долината на река Алтмюл, на 16 km северозападно от Келхайм и на 29 km североизточно от Инголщат.
През Риденбург минава каналът Лудвиг-Дунав-Майн, построен през 1836-1848 г.